# Rugby Americas North Sevens 2023
El Rugby Americas North Sevens del 2023 fue la vigésima edición del torneo de rugby 7 disputado por las selecciones nacionales masculinas de la Rugby Americas North.
Se disputó entre el 19 y 20 de agosto en Langford, Canadá.
El torneo otorgó una plaza para los Juegos Olímpicos de París 2024 y dos para el Torneo Preolímpico.

## Fase de grupos
|  | Avanzan a semifinales. |

### Grupo A
| Pos | Países         | Partidos | Partidos | Partidos | Tantos | Tantos | Tantos | Pts |
| Pos | Países         | G        | E        | P        | PF     | PC     | DP     | Pts |
| --- | -------------- | -------- | -------- | -------- | ------ | ------ | ------ | --- |
| 1   | Estados Unidos | 2        | 0        | 0        | 102    | 0      | 102    | 6   |
| 2   | México         | 1        | 0        | 1        | 35     | 47     | -12    | 4   |
| 3   | Bermudas       | 0        | 0        | 2        | 7      | 97     | -90    | 2   |

| 19 de agosto | México | 35 - 7 | Bermudas |  |  |

| 19 de agosto | Estados Unidos | 62 - 0 | Bermudas |  |  |

| 19 de agosto | México | 40 - 0 | Estados Unidos |  |  |

### Grupo B
| Pos | Países   | Partidos | Partidos | Partidos | Tantos | Tantos | Tantos | Pts |
| Pos | Países   | G        | E        | P        | PF     | PC     | DP     | Pts |
| --- | -------- | -------- | -------- | -------- | ------ | ------ | ------ | --- |
| 1   | Canadá   | 2        | 0        | 0        | 59     | 12     | 47     | 6   |
| 2   | Jamaica  | 1        | 0        | 1        | 41     | 21     | 20     | 4   |
| 3   | Barbados | 0        | 0        | 2        | 0      | 67     | -67    | 2   |

| 19 de agosto | Jamaica | 29 - 0 | Barbados |  |  |

| 19 de agosto | Canadá | 31 - 0 | Barbados |  |  |

| 19 de agosto | Jamaica | 21 - 12 | Canadá |  |  |

## Fase final

### Cuartos de final
| 20 de agosto | México | 29 - 5 | Barbados |  |  |

| 20 de agosto | Jamaica | 45 - 0 | Bermudas |  |  |

### Semifinal
| 20 de agosto | Canadá | 54 - 5 | México |  |  |

| 20 de agosto | Estados Unidos | 30 - 0 | Jamaica |  |  |

### Quinto puesto
| 20 de agosto | Barbados | 31 - 0 | Bermudas |  |  |

### Tercer puesto
| 20 de agosto | México | 10 - 7 | Jamaica |  |  |

### Final
| 20 de agosto | Canadá | 14 - 24 | Estados Unidos |  |  |

| Bandera de Estados Unidos |
| Campeón Estados Unidos    |
| 4.to título               |